# Acidonistis
Acidonistis é um gênero de traça pertencente à família Arctiidae.